# Calochortus balsensis
Calochortus balsensis är en liljeväxtart som beskrevs av García-mend. Calochortus balsensis ingår i släktet Calochortus och familjen liljeväxter. Inga underarter finns listade.